# Tokat (tỉnh)
Tokat là một tỉnh ở phía bắc Thổ Nhĩ Kỳ. Các tỉnh giáp ranh là: Amasya về phía tây bắc, Yozgat về phía tây nam, Sivas về phía đông nam, and Ordu về phía đông bắc. Tỉnh lỵ là Tokat nằm ở nội địa của giữa vùng Biển Đen cách Ankara 422 km.

## Các quận, huyện
Tokat được chia thành 12 đơn vị cấp huyện (tỉnh lỵ được bôi đậm):
- Almus
- Artova
- Başçiftlik
- Erbaa
- Niksar
- Pazar
- Reşadiye
- Sulusaray
- Tokat
- Turhal
- Yeşilyurt
- Zile